# Montane
Montane (lub Gimelle) – francuska rzeka w Masywie Centralnym. Uchodzi ona do rzeki Saint-Bonnette, jednak według innych źródeł to Saint-Bonnette uchodzi do Montane, która to z kolei uchodzi 500–600 m dalej do Corrèze.
Montane ma długość 39,1 km.

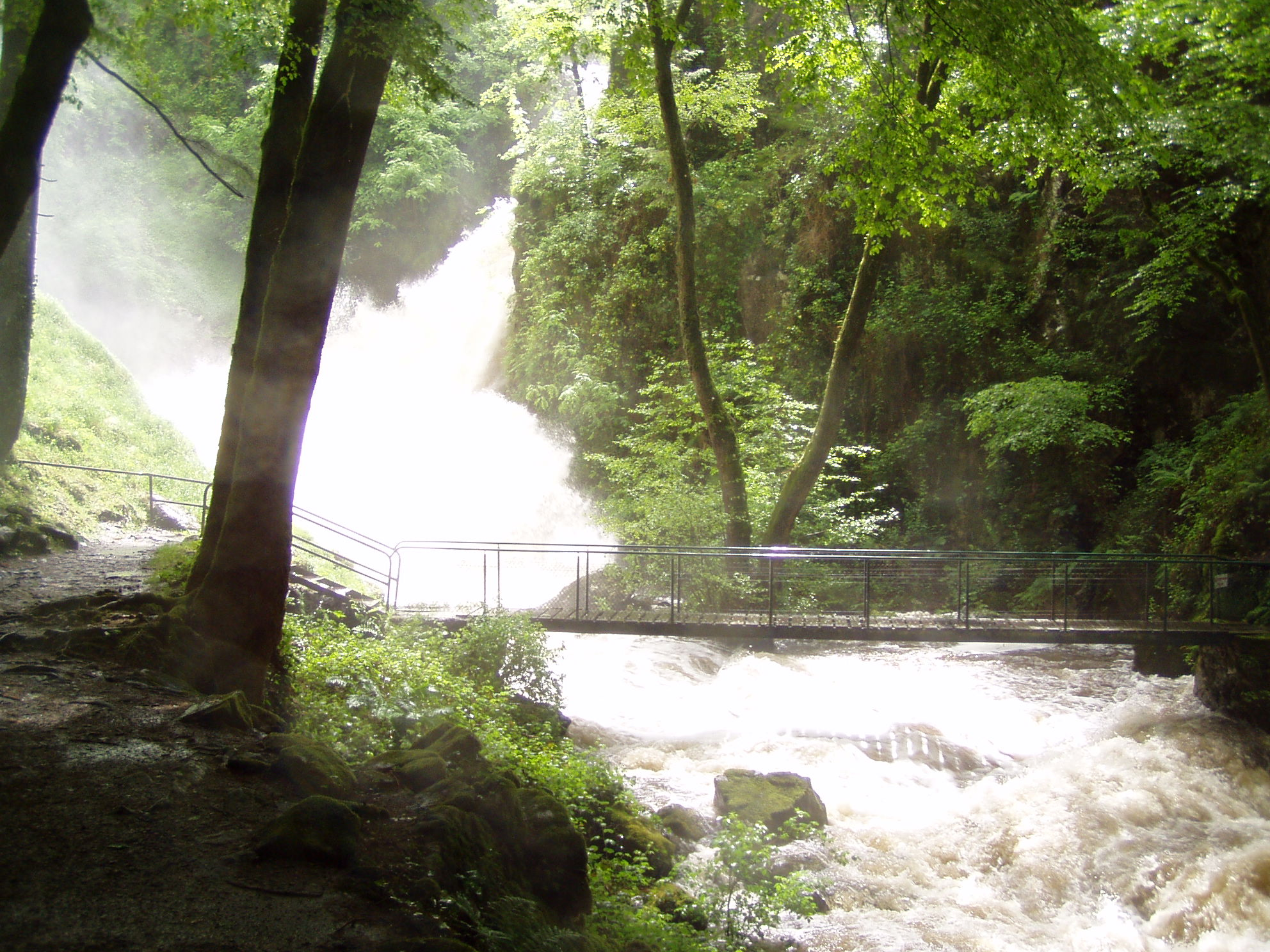
Rzeka Montane

Rzeka ma swoje źródło na wysokości 725 m n.p.m. w gminie Saint-Yrieix-le-Déjalat, 500 m na wschód od Puy Bezin, a uchodzi do Saint-Bonnette 200 m n.p.m. na granicy gmin Tulle i Laguenne.